# Cork Harbour
Cork Harbour est le port naturel formé par l'estuaire de la Lee situé entre la ville de Cork qui lui donne son nom et l’océan Atlantique, sur la côte sud de l’Irlande. C'est l'une des plus grands ports naturels du monde bien qu'en termes de superficie, il soit loin derrière certaines baies telles celle de Port Phillip, Tokyo, Guanabara, New York, Halifax ou encore Pearl Harbor.

## La population
La ville de Cork est située en amont sur la rivière Lee dans le coin nord-ouest de Cork Harbour. Plusieurs villes de l’agglomération, Blacrock, Mahon, Douglas et Rochestown se trouvent en bordure du Lough Mahon et de l’estuaire de la Douglas qui forment la partie supérieure de Cork Harbour.
La partie basse de la baie est entourée de nombreuses villes et villages: Passage West, Monkstown, Ringaskiddy et Crosshaven. Great Island située au milieu de la baie est en partie occupée par la ville de Cobh.

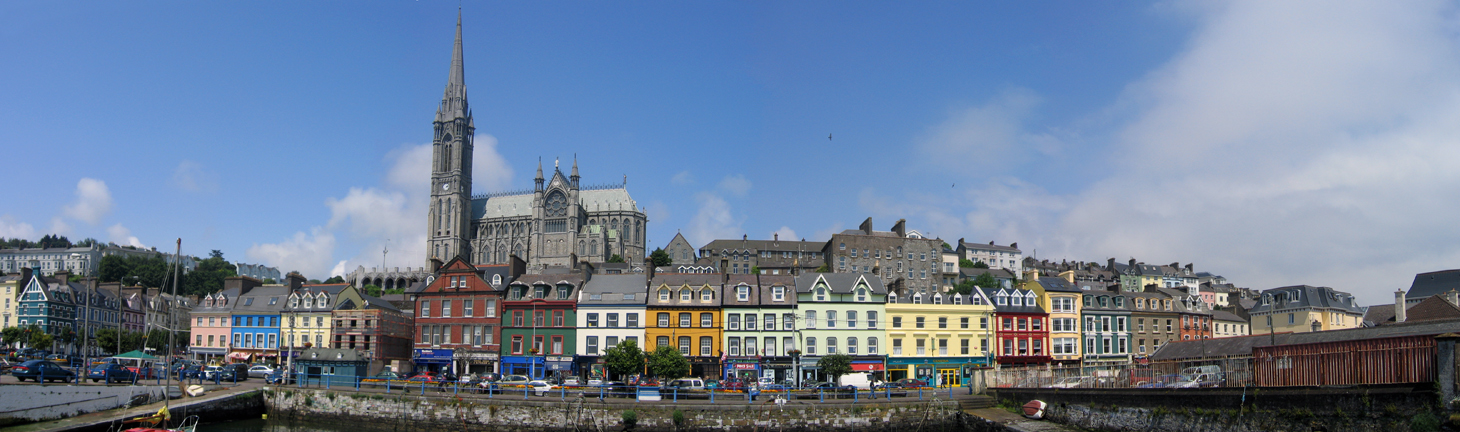
Le front de mer à Cobh

## Îles
Cork Harbour abrite un grand nombre d’îles. Les îles habitées sont :
- Great Island qui est la plus grande île ; avec la ville de Cobh elle compte plus de 10 000 habitants.
- Fota Island
- Little Island
- Haulbowline
- Spike Island
- Rocky Island

## Activités militaires
Cork Harbour est le siège de la Marine irlandaise (Irish Naval Service), la marine nationale de l'État d'Irlande. 
Les premières fortifications construites dans Cork Harbour datent du XVIIe siècle dans le but de protéger la ville de Cork. Au XVIIIe siècle, des fortifications furent construites sur Haulbowline Island afin de protéger le site de mouillage de Cobh. Fort Carlisle et Fort Camden construits de chaque côté de l’entrée du port ont été édifiés pendant la guerre d’indépendance américaine.
Le port militaire commença à prendre de l’importance pendant les guerres napoléoniennes, quand le commandement maritime y fut transféré de Kinsale à Cork. Le port commença alors à être un important point de mouillage. Il fut utilisé pour contrôler l’entrée de la Manche et maintenir le blocus contre la France.De cette époque là datent les constructions d’un chantier naval sur Haulbowline Island, d’un fort sur Spike Island et de nombreuses tours Martello tout autour du port naturel.
Ces fortifications furent développées au long du XIXe siècle et le Fort Templebreedy fut rajouté au sud de Fort Camden au début du XXe siècle.
Au moment de l’indépendance irlandaise en 1922, à la suite du traité sur des ports, Cork Harbour fut inclus dans les bases militaires souveraines devant rester sous le contrôle du Royaume-Uni, notamment de la Royal Navy.

Seul le chantier naval de Haulbowline Island fut laissé à l’État libre d'Irlande dès 1923.
Même si la Royal Navy appréciait l’emplacement de Cork Harbour, particulièrement pour ses sous-marins, l’entretien des fortifications devint rapidement un problème dès que l’Irlande devint indépendante. L’incertitude politique faisait que les autorités britanniques étaient peu enclines à investir dans la maintenance des sites.
En mars 1938, le gouvernement britannique annonça que les ports maintenus jusqu’alors sous autorité britannique étaient cédés sans contrepartie à l’État irlandais. Le 11 juillet 1938, les positions militaire de Cork Harbour furent cédées aux autorités militaires irlandaises en présence du taoiseach Éamon de Valera.

## Activités industrielles
Cork Harbour est un des principaux ensembles industriels d’Irlande. Même si les anciennes industries des chantiers navals et de sidérurgie sur Haulbowline Island et d’industrie chimiques ont décliné, elles ont été remplacées par des industries nouvelles. Cork Harbour est devenu depuis quelques années un centre important de l’industrie pharmaceutique. Des entreprises majeures du secteur telles que Pfizer, Novartis, GlaxoSmithKline and Janssen Pharmaceutica (une filiale de Johnson & Johnson) se sont installées dans sur Little Island et à Ringaskiddy.

## Activités maritimes

### Commerce maritime
Même si des vaisseaux jusqu’à 90 000 tonneaux sont techniquement capables de pénétrer dans Cork Harbour, l’accès jusqu’aux docks de Cobh est limité à ceux de 60 000 tonneaux maximum. Le port de Cork propose des pilotes et des facilités de remorquage en mer aux bateaux entrant dans le port. Les points de mouillages sont situés à Cork, Tivoli, Cobh et Ringaskiddy. Cette dernière accueille aussi le port des car-ferries en provenance de France du Pays de Galles et d’Angleterre.

### Plaisance
Le Royal Cork Yacht Club, qui est un des plus vieux Yacht club du monde, est basé à Crosshaven. D’autres marinas sont à disposition des plaisanciers à East Ferry sur Great Island, Monkstown et Blackrock.
L’aviron est pratiqué sur la Lee entre Cork et Tivoli.